# Große Grüntaube
Die Große Grüntaube (Treron capellei), auch Dickschnabeltaube, Dickschnabel-Grüntaube oder Großschnabel-Fruchttaube genannt, ist eine Art der Taubenvögel. Sie ist in Südostasien in mehreren Unterarten verbreitet.
Wie viele südostasiatische Arten, die auf Grund ihrer Lebensweise auf zusammenhängende Wälder angewiesen sind, ist auch die Große Grüntaube in ihrem Bestand gefährdet. Die Bestandssituation der Großen Grüntaube wird auf Grund der zurückgehenden Populationen von der IUCN mit vulnerable angegeben.

## Erscheinungsbild

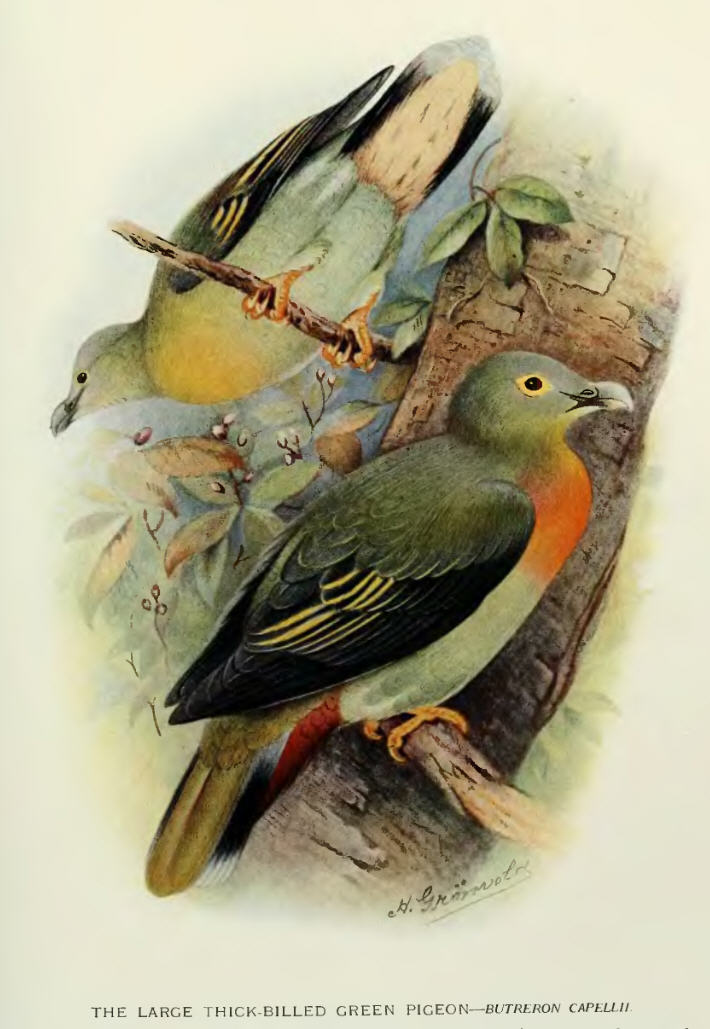
Große Grüntaube, Illustration

Die Große Grüntaube erreicht eine Körperlänge von 36 Zentimeter. Sie ist eine mittelgroße, kompakt gebaute Taube, die etwas größer ist als eine Stadttaube. Auf den Schwanz entfallen zwischen 9,5 und 11 Zentimeter. Der Schnabel ist zwischen 2,2 und 2,4 Zentimeter lang. Der Geschlechtsdimorphismus ist gering ausgeprägt.

### Erscheinungsbild des Männchens
Beim Männchen ist der Schnabel sehr kräftig mit einem stark gebogenen Oberschnabel. Die Wachshaut ist teilweise befiedert, was die Stirn sehr flach aussehen lässt. Der Vorderkopf, die Zügel und der Scheitel sind dunkelgrün bis grau. Diese Färbung geht am Nacken in ein Dunkelgrün über. Dunkelgrün ist auch der Mantel und die kleinen Flügeldecken. Die mittleren Federdecken sind dunkelgrau, die obere Federreihe ist dabei grau überwaschen. Die untere weist schmale goldgelbe Federsäume auf. Die großen Flügeldecken sind schwarz mit einem sehr dünnen goldgelben Saum an den Außenfahnen. Die Armschwingen sind schwarz, die innersten zwei bis drei Federn weisen ebenfalls goldgelbe Säume an den Außenfahnen auf. Die Handschwingen sind grauschwarz.
Der Rücken ist graugrün, die Oberschwanzdecken und die mittleren Steuerfedern sind von einem intensiveren Grün als die Rückenfärbung. Die äußeren Steuerfedern sind grau mit einem breiten schwarzen Querband.
Das Kinn und die Kehle sind matt gelblich grün. Die Ohrdecken und der Hals sind etwas dunkler. Auf der Brust befindet sich ein breites oranges Band, das am hellsten in der Mitte ist und an den Brustseiten fast in ein Rot übergeht. Der Bauch ist matt graugrün, die Flanken sind grauer, zahlreiche Federn der Schenkel weisen eine cremeweiße Außenfahne auf. Die Unterschwanzdecken sind dunkel rotbraun.
Der Orbitalring ist schmal und von einer gelblichen bis grüngelblichen Farbe. Die Iris ist bei den meisten Individuen braun bis rotbraun. Es wurden aber auch schon Individuen mit einer weißlichen oder gelblichen Iris beobachtet. Die Beine und Füße sind gelblich.

### Erscheinungsbild der Weibchen und Jungvögel
Die Weibchen ähneln den Männchen. Das orange Brustband ist bei ihnen jedoch mehr goldgelb und einheitlicher in der Färbung. Die Unterschwanzdecken sind beim Weibchen außerdem heller. Die Jungvögel sind wie die Weibchen gefärbt. Bei ihnen ist die Brust leuchtend gelblich-orange. Die Unterschwanzdecken sind bräunlich isabellfarben.

## Verwechselungsmöglichkeiten
Im Verbreitungsgebiet der Großen Grüntaube kommt auch die Bindengrüntaube vor, die ebenfalls zu den Grüntauben gehört. Die Bindengrüntaube ist allerdings deutlich kleiner und hat einen im Verhältnis zur Körpergröße schlankeren Schnabel. Die mittleren Steuerfedern sind bei dieser Art schiefergrau mit einem auffälligen schwarzen Querband in der Mitte. Die Beine sind bei dieser Art außerdem purpurrot.

## Verbreitungsgebiet
Die Große Grüntaube kommt von Thailand und Malaysia bis nach Borneo und Sumatra vor. Die Art war früher regional häufig, im gesamten Verbreitungsgebiet hat jedoch ein starker Bestandsrückgang eingesetzt. Für Java und Myanmar, die zum historischen Verbreitungsgebiet dieser Art gehören, gibt es keine Sichtungen aus den letzten Jahrzehnten mehr. Noch zu Beginn des 20. Jahrhunderts wurden auf der malaiischen Halbinsel Trupps von 200 bis 300 Großen Grüntauben beobachtet, die heute nicht mehr so auftreten. Typisch sind heute von Trupps von 20 bis 30 Individuen, die aber auch nur in solchen Regionen zu beobachten sind, in denen es noch größere zusammenhängende Waldbestände gibt. In Teilen Borneos fehlen ebenfalls Belege dafür, dass es dort noch Bestände gibt. In anderen Teilen dieser Insel werden sie nur noch vereinzelt gesichtet. Über die Bestandssituation auf Sumatra ist wenig bekannt, dort wurde jedoch 2006 ein Trupp von insgesamt 40 Großen Grüntauben gesehen.

## Lebensweise
Die Große Grüntaube lebt von Früchten, dabei spielen Feigen eine besonders große Rolle. Auf dem asiatischen Festland fällt die Brutzeit in die Monate April bis Juli. Auf Sumatra wurde ein Nest mit einem einzelnen Ei im Februar gefunden.